# Gliese 79
Gliese 79 is een hoofdreeksster van het type M0, gelegen in het sterrenbeeld Walvis op 36,07 lichtjaar van de Zon.